# شوانهایم (راینلاند-فالتس)
شوانهایم (به آلمانی: Schwanheim) یک شهر در آلمان است که در زودوستپفالتس واقع شده‌است. شوانهایم ۶۱۱ نفر جمعیت دارد.